# La Soledad, Fresnillo
La Soledad är en ort i Mexiko.   Den ligger i kommunen Fresnillo och delstaten Zacatecas, i den centrala delen av landet, 600 km nordväst om huvudstaden Mexico City. La Soledad ligger 2 208 meter över havet och antalet invånare är 308.
Terrängen runt La Soledad är varierad. Runt La Soledad är det ganska glesbefolkat, med 38 invånare per kvadratkilometer. Närmaste större samhälle är Melchor Ocampo, 15,9 km nordost om La Soledad. Trakten runt La Soledad består i huvudsak av gräsmarker.